# Степной кролик
Степной кролик (лат. Sylvilagus audubonii) — один из видов американских кроликов (Sylvilagus) из отряда зайцеобразных. Латинское название этого вида дано в честь выдающегося американского натуралиста и художника Джона Джеймса Одюбона.

## Ареал
Степной кролик встречается по всей западной части североамериканского континента от восточной Монтаны до западного Техаса в США и северной и центральной Мексики. На западе его ареал простирается до центральной Невады и южной Калифорнии и мексиканского штата Нижняя Калифорния. Он поднимается в горы до высот до 2000 м (6600 футов). Он связан прежде всего с сухими почти пустынными пастбищами американского юго-запада; хотя он также может встречаться в менее засушливых местах обитания, таких как пиниево-можжевеловые леса запада США.

## Описание
Степной кролик довольно похож на европейского кролика, хотя уши у него существенно больше, и он чаще ставит их вертикально. Он также наиболее социален среди представителей рода Sylvilagus. Степные кролики часто собираются в маленькие группки для кормления. Степные кролики используют норы, сделанные другими животными, они не умеют делать их  самостоятельно. Как и у всех американских кроликов, хвост степного — округлый, белый на нижней поверхности, что хорошо заметно, когда кролик убегает. Окраска степного кролика светло серовато-коричневая, с почти белым мехом на животе. Взрослые от 33 до 43 см в длину и весят до 1,5 кг . Длина ушей от 8 до 10 см, и задние ступни длиной около 7,5 см. Половой диморфизм незначительный, причем самки, как правило, больше, чем самцы по размерам, но имеют намного меньшие индивидуальные участки, около 4000 квадратных метров по сравнению с примерно 60 000 квадратных метров у самцов.

## Поведение

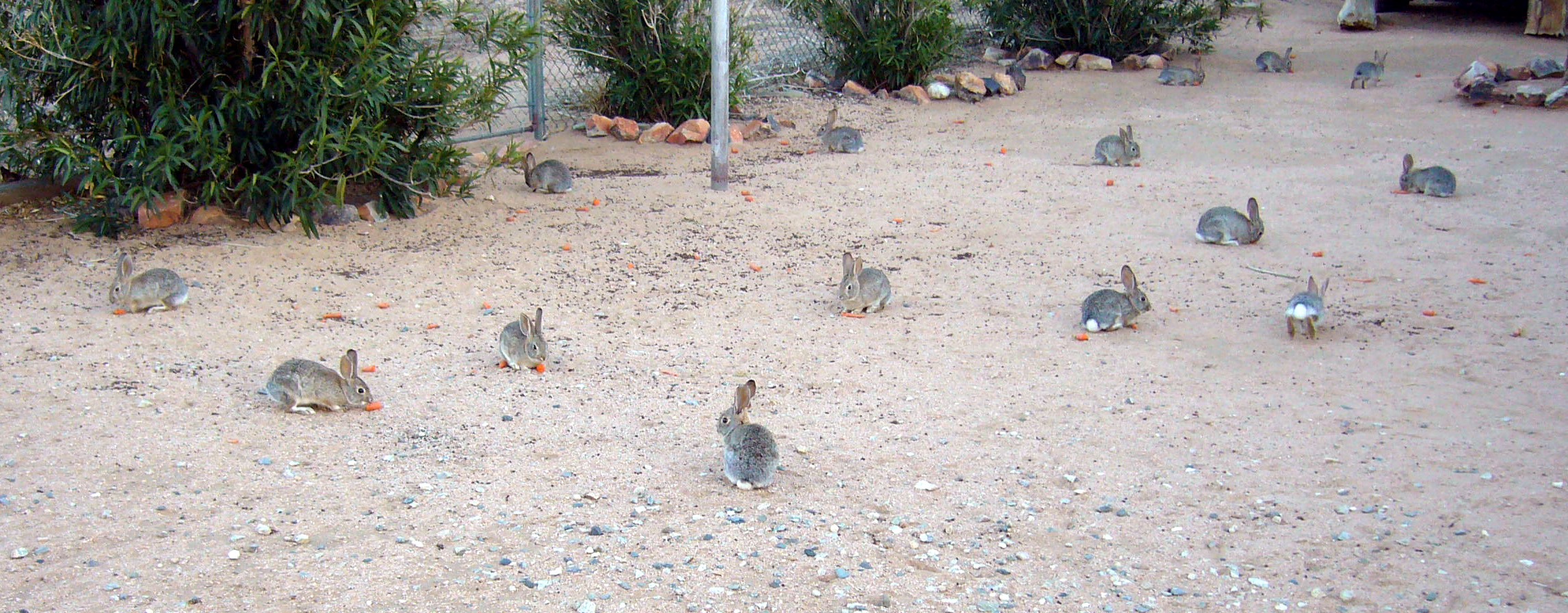
Степные кролики более социальны и терпимы к представителям своего вида, чем другие Sylvilagus

Степной кролики обычно не активны в середине дня, но их можно увидеть рано утром или поздно вечером. Они, в основном, едят злаки, но способны есть и многие другие растения, разнотравье, овощи и даже кактусы. Они редко нуждаются в водопое, получая необходимую влагу преимущественно из поедаемых растений или вместе с росой. Как и большинство зайцеобразных, этот вид копрофаг, жует и повторно переваривает свои экскременты. Это позволяет извлечь больше питательных веществ.
Многие пустынные животные охотятся на кроликов, в том числе хищные птицы, различные куньи (включая ласок), койоты, красные и канадские рыси, волки, пумы, змеи, люди и иногда даже суслики. Индейцы юго-запада охотились на них ради мяса, но также использовали их мех и шкуры.
Обычное поведение степного кролика при появлении хищника — это бегство быстрыми зигзагами, при этом кролик может развивать скорость более 30 км в час. От мелких хищников или других степных кроликов они обороняются при помощи ударов и толчков передними лапами.
Молодые рождаются в неглубокой норе или над землей, но, когда родятся, они беспомощны и не покидают гнездо, в течение трёх недель. Там, где климатические условия и наличие пищу позволяют, самки могут производить несколько помётов в год. Как и другие представители рода Sylvilagus, степные кролики в отличие от европейского кролика не образуют социальной системы норы, но по сравнению с некоторыми другими зайцеобразными, они чрезвычайно терпимы к присутствию других особей в непосредственной близости.

### Биомеханика кормёжки

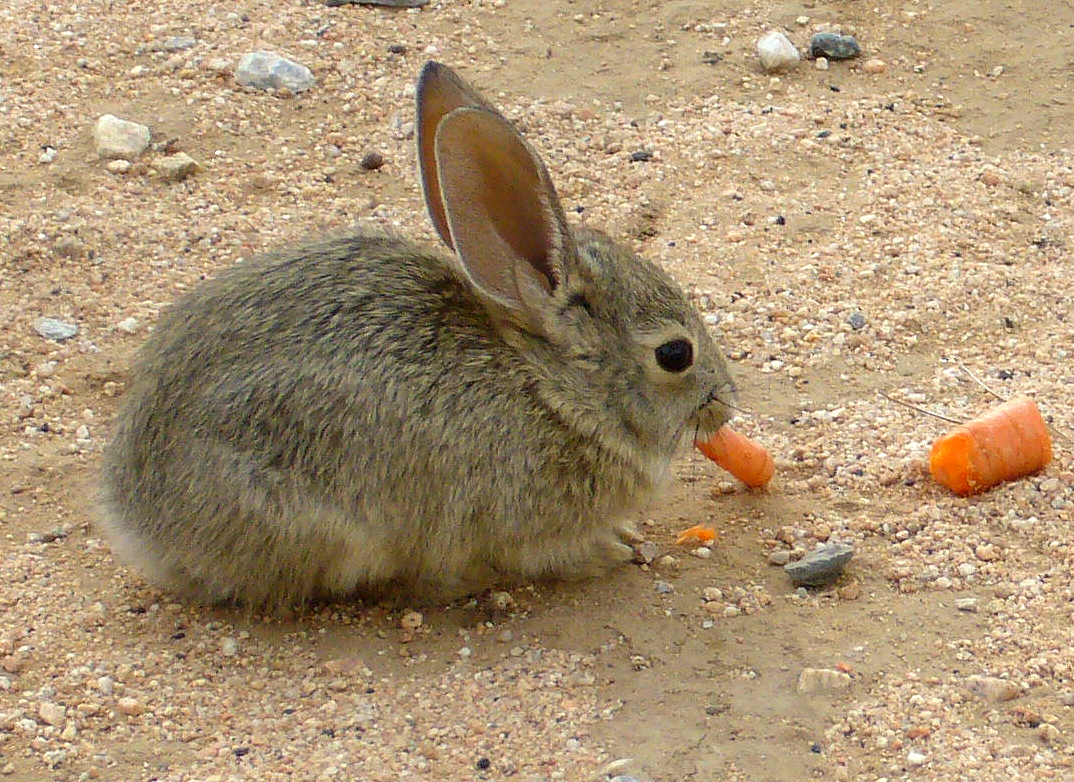
Двухмесячный степной кролик поедает морковь, без помощи передних лап. Калифорния

В отличие от белок и бурундуков, которые едят, сидя на задних конечностях, и могут, держа пищу передними лапами, быстро её съедать, вращая по кругу, степные кролики, как и все зайцеобразные, едят на четвереньках, и способны только с помощью кончика морды двигать и регулировать положение пищи. Единственная ситуация, когда кролик использует передние лапы, чтобы начать питание, это в тех случаях, когда растительность расположена на живом растении прямо над его головой. Кролики поднимают лапу, чтобы согнуть ветку, подтягивая источник пищи в пределы досягаемости.